# Trofeo Pantalica

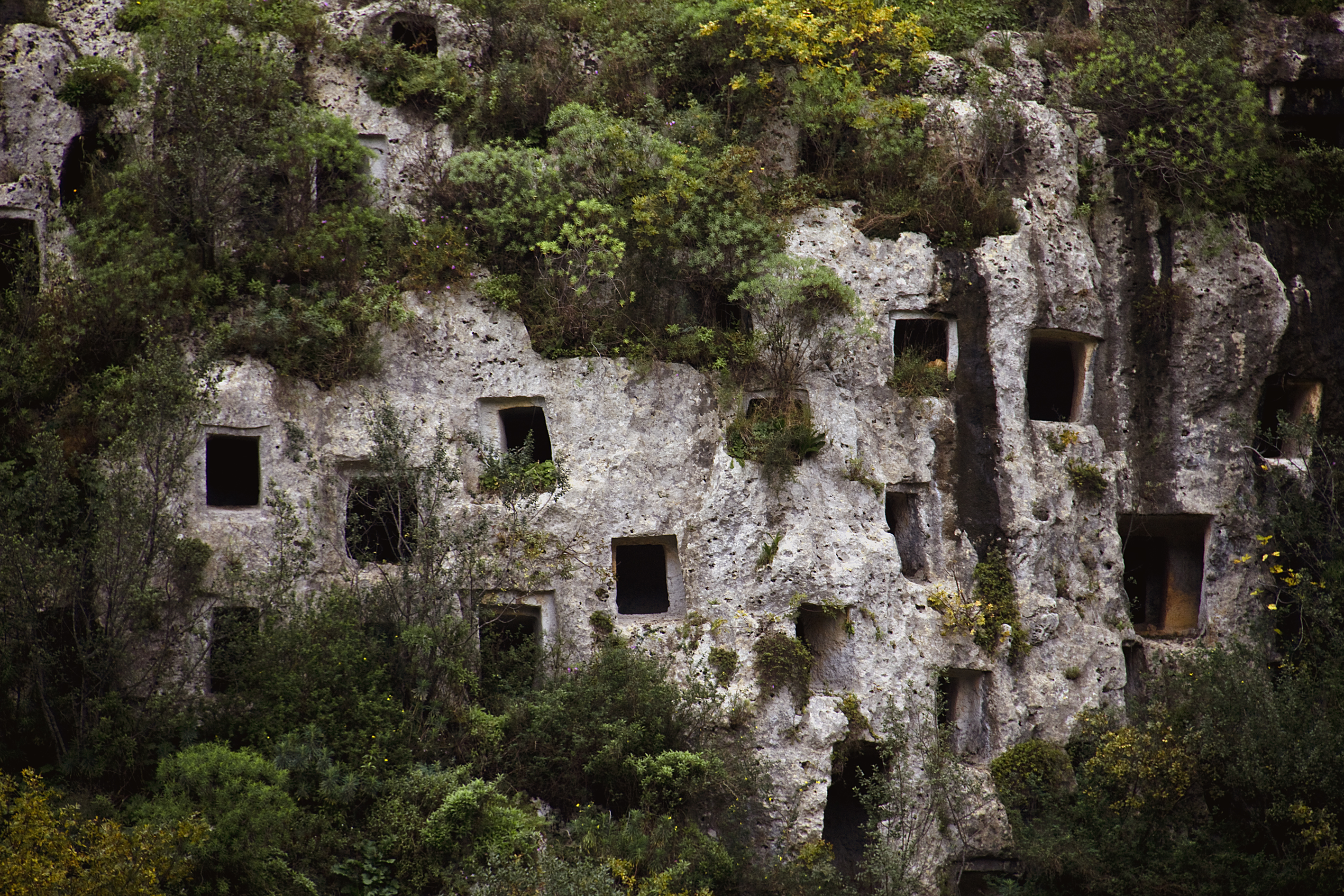
Gravar i Pantalica.

Trofeo Pantalica var ett sicilianskt endagslopp i landsvägscykling som avhölls årligen från 1975 till 2003, med undantag för 1993. Start och mål växlade mella olika orter i de centrala delarna av provinsen Siracusa (Sortino, Solarino, Floridia, Canicattini Bagni, Ferla) och tävlingen hölls i februari eller mars. 1987 flyttades Giro dell'Etna från månadsskiftet mars/april till att gå någon dag efter Trofeo Pantalica (från 1992 till dagen efter) och fram till dess att Trofeo Pantalica lades ner kördes två (2001–2003 tre) lopp tillsammans under några dagar på Sicilien. Loppet hade även "Giro della Provincia di Siracusa" som tillnamn, men 1998 skapades ett separat lopp med detta namn som kördes en eller två dagar efter Trofeo Pantalica (och som därmed ersatte Giro dell'Etna i kalendern).
Pantalica är en antik nekropol i kommunen Sortino.

## Podieplaceringar
| År   | Vinnare                        | Tvåa                 | Trea                     |
| 1975 | Roger De Vlaeminck             | Francesco Moser      | Constantino Conti        |
| 1976 | Francesco Moser                | Roger De Vlaeminck   | Pierino Gavazzi          |
| 1977 | Giuseppe Saronni               | Enrico Paolini       | Wilmo Francioni          |
| 1978 | Giuseppe Saronni               | Wladimiro Panizza    | Knut Knudsen             |
| 1979 | Giovanni Battaglin             | Palmiro Masciarelli  | Gianbattista Baronchelli |
| 1980 | Giuseppe Saronni               | Francesco Moser      | Knut Knudsen             |
| 1981 | Tommy Prim                     | Wladimiro Panizza    | Silvano Contini          |
| 1982 | Giuseppe Saronni               | Pierino Gavazzi      | Mario Beccia             |
| 1983 | Francesco Moser                | Alfredo Chinetti     | Giovanni Mantovani       |
| 1984 | Pierino Gavazzi                | Rudy Pevenage        | Davide Cassani           |
| 1985 | Giuseppe Saronni               | Guido Van Calster    | Johan van der Velde      |
| 1986 | Francesco Cesarini             | Acácio da Silva      | Francesco Moser          |
| 1987 | Daniele Caroli                 | Franco Chioccioli    | Silvano Contini          |
| 1988 | Steve Bauer                    | Rodolfo Massi        | Camillo Passera          |
| 1989 | Rolf Sørensen                  | Teun van Vliet       | Enrico Galleschi         |
| 1990 | Adriano Baffi                  | Jozef Lieckens       | Asjat Saitov             |
| 1991 | Scott Sunderland               | Giorgio Furlan       | Luc Leblanc              |
| 1992 | Dimitrij Zjdanov               | Stefano Colage       | Christophe Manin         |
| 1993 | ej avhållet                    | ej avhållet          | ej avhållet              |
| 1994 | Giorgio Furlan                 | Zbigniew Spruch      | Gianni Bugno             |
| 1995 | Stefano Colage                 | Adriano Baffi        | Paolo Fornaciari         |
| 1996 | Fabiano Fontanelli             | Oleksandr Gonsjenkov | Davide Rebellin          |
| 1997 | Michele Coppolillo             | Gabriele Colombo     | Simone Borgheresi        |
| 1998 | Stefano Colage                 | Massimo Donati       | Andrea Peron             |
| 1999 | Andrea Ferrigato               | Davide Rebellin      | Giuliano Figueras        |
| 2000 | Danilo Di Luca                 | Mirko Celestino      | Davide Rebellin          |
| 2001 | Roberto Petito                 | Sergio Barbero       | Sergej Ivanov            |
| 2002 | Fabio Baldato                  | Massimiliano Gentili | Giuliano Figueras        |
| 2003 | Miguel Ángel Martín Perdiguero | Enrico Cassani       | Giuliano Figueras        |